# Warenbestand
Ein Warenbestand ist im Rechnungswesen der Lagerbestand an Roh-, Hilfs-, und Betriebsstoffen („RHB-Stoffe“), Halbfabrikaten, Zwischenprodukten, Fertigerzeugnissen und Handelswaren (Commodities).

## Allgemeines
Der Warenbestand ist vor allem bei vorratsintensiven Unternehmen (Handel: Einzelhandel, Großhandel; Produktionswirtschaft: Anlagen-, Flugzeug- und Schiffbau) von großer Bedeutung und deshalb mit hoher Kapitalbindung und einem Lagerrisiko verbunden. Bei reinen Handelsunternehmen gibt es ausschließlich Lager für Handelswaren, bei weiterverarbeitenden Unternehmen sind meist getrennte Lager- und Warenbestände für RHB-Stoffe, halbfertige und Fertigerzeugnisse erforderlich. Warenbestände verursachen Lagerkosten, die es gilt, zu minimieren. Dies kann durch die Just-in-time-Produktion erreicht werden, die jedoch lediglich in Produktionsbetrieben und nicht im Handel möglich ist. Dem Handel bleibt die Option, eine Zentralisierung von Lagern vorzunehmen.

## Bewertung
Durch die Inventur werden die vorhandenen Warenbestände am Bilanzstichtag mengenmäßig durch Bestandsaufnahme erfasst und danach einer Bewertung unterzogen. Die Warenbestände sind mit ihrem Einstandspreis, RHB-Stoffe mit Anschaffungskosten, selbst hergestellte Produkte mit Herstellungskosten zu bewerten. Dabei ist das Niederstwertprinzip zu beachten, das die Zugrundelegung eines niedrigeren Börsen- oder Marktpreises verlangt. 

## Bilanzierung
Sodann sind die Warenbestände auf einem aktiven Bestandskonto zu aktivieren, das zum Beginn des Geschäftsjahres einen Anfangsbestand ausweist, der die Zugänge und Abgänge berücksichtigt und am Bilanzstichtag einen Endbestand ergibt.
```
   Anfangsbestand
   + Zugänge
   - Abgänge
   = Endbestand
```

Zugänge (durch Beschaffung und Wareneinkauf) und Abgänge (durch Vertrieb) führen zu Bestandsveränderungen im Vergleich zum vorherigen Bilanzstichtag und wirken sich nicht nur auf das Warenbestandskonto aus, sondern beeinflussen auch die Gewinn- und Verlustrechnung. Der Korrekturposten „Bestandsveränderungen“ berücksichtigt dort die Lagerhaltung. Wurden Produkte im Vorjahr beschafft oder hergestellt, zunächst auf Lager genommen und erst im laufenden Jahr verkauft, so verschleiern sie das periodengerechte Ergebnis und werden – für die Zwecke der periodengerechten Ermittlung der Gesamtleistung – als Bestandsabbau von den Umsatzerlösen abgezogen. Sie haben im laufenden Jahr keine Herstellkosten verursacht. Werden umgekehrt Produkte im laufenden Jahr beschafft oder hergestellt, aber nicht verkauft, so werden sie als Bestandsveränderung addiert, weil ihre Herstellkosten zu berücksichtigen sind.
Sämtliche Vorräte stellen Umlaufvermögen dar, das gemäß § 266 Abs. 2 B I HGB als „Vorräte“ zu bezeichnen und nach seinem Fertigstellungsgrad genau aufzugliedern ist.